# Igor Novotný
Igor Novotný (* 26. dubna 1962) je bývalý český hokejový útočník.

## Hokejová kariéra
V československé lize hrál za TJ Zetor Brno. Odehrál 1 ligovou sezónu, nastoupil v 15 ligových utkáních a dal 1 ligový gól. V nižších soutěžích hrál za TJ Lokomotiva Ingstav Brno, TJ Žďas Žďár nad Sázavou a VTJ Vyškov.

## Klubové statistiky
| Sezona    | Klub                       | Soutěž  | Základní část | Základní část | Základní část | Základní část | Základní část |
| Sezona    | Klub                       | Soutěž  | Z             | G             | A             | B             | TM            |
| --------- | -------------------------- | ------- | ------------- | ------------- | ------------- | ------------- | ------------- |
| 1980/1981 | TJ Zetor Brno              | 2. liga | 2             | 0             | 0             | 0             | 0             |
| 1981/1982 | TJ Zetor Brno              | 1. liga | 4             | 0             | 0             | 0             | 0             |
| 1981/1982 | TJ Žďas Žďár nad Sázavou   | 2. liga | -             | 4             | -             | -             | -             |
| 1982/1983 | TJ Zetor Brno              | 1. liga | 11            | 1             | 0             | 1             | 2             |
| 1982/1983 | TJ Žďas Žďár nad Sázavou   | 2. liga | -             | 1             | -             | -             | -             |
| 1983/1984 | TJ Lokomotiva Ingstav Brno | 2. liga | -             | 3             | -             | -             | -             |
| 1984/1985 | TJ Lokomotiva Ingstav Brno | 2. liga | -             | 8             | -             | -             | -             |
| 1985/1986 | TJ Lokomotiva Ingstav Brno | 2. liga | -             | 1             | -             | -             | -             |
| 1986/1987 | VTJ Vyškov                 | 3. liga | -             | 5             | -             | -             | -             |
| 1987/1988 | TJ Lokomotiva Ingstav Brno | 2. liga | -             | 0             | -             | -             | -             |